# 손춘익
손춘익(孫春翼, 1940년 11월 28일 ~ 2000년 9월 4일)은 대한민국의 아동문학가이며 동화작가이다. 

## 생애
경상북도 경주시 도지동에서 태어났으며 본관은 경주(慶州)이다. 어린시절 경주에서 포항으로 이사한 이후 포항초등학교, 동지중, 동지상고, 포항수산대를 졸업했다. 1965년 영덕군 축산면 축산항초등학교에서 근무하였다. 1966년 조선일보와 대구매일신문에서 주최한 신춘문예에 동화가 당선되어 등단하였다. 이후 1974년 현대문학에 단편소설 ‘죽음의 길’을 발표하면서 아동문학가이자 소설가로 활동하였다. 지난 2005년 손춘익 문학비 건립위원회가 동화작가 김일광과 소설가 이대환 등이 중심이 되어 환호해맞이 공원에 비문과 그의 문학비를 세워졌다.

## 학력
- 경상북도 포항초등학교 졸업
- 경상북도 포항 동지중학교 졸업
- 경상북도 포항 동지상업고등학교 졸업
- 포항수산초급대학 졸업

## 작가 소개

### 작품
- 땅에 그리는 무지개
- 도도새와 카바리아나무와 스모호추장
- 송아지가 뚫어준 울타리 구멍
- 호랑이도 살고 빚쟁이도 살고

### 주요 작품들의 특징
- <땅에 그리는 무지개> 181.전쟁이 끝난 1956년 경, 가난한 서산마을을 배경으로 가난을 극복해가는 주인공의 이야기를 담았다.
- <도도새와 카바리아나무와 스모호추장> 화가 송수정과 함께한 작품으로 5년의 기간동안 동들여 유화로 그린 남아메리카 인디오들의 자연친화적인 삶의 모습과 모든 생명체가 존중받는 신비로운 숲의 그림에서 오랫동안 사라지지 않는 깊은 여운을 느낄 수 있다.
- <송아지가 뚫어준 울타리 구멍> 작가의 대표작 9편을 뽑아 엮은 책. 심술꾸러기 상어와 이상한 안경, 꽃씨와 봄, 송아지가 뚫어 준 울타리 구멍, 멍멍이의 자장가, 바닷속 장난감 풍금, 나룻배의 첫 손님, 민들레와 나비, 까치와 야옹이, 시골로 간 예쁜이 가 수록되어있다.
- <호랑이도 살고 빚쟁이도 살고> 평안도·황해도·함경도 지방을 비롯한 여러 고장에서 전해오는 이야기들을 모아 새롭게 엮은 전래동화집으로, 해학이 가득한 전래동화를 통해 우리 고유의 민족 정서를 느낄 수 있게 해준다.

## 수상
- 1966 조선일보 신춘문예 동화부 당선 <선생님을 찾아온 아이들>

대구매일신문 신춘문예 입선 <선생님을 기다리는 아이들>
- 1972 세종아동문학상 <이상한 아이들>
- 1981 소천아동문학상
- 1982 경상북도 문화상
- 1990 춘강문예창작기금
- 2000 제10회 소파 방정환 문학상 소년소설부문 <땅에 그리는 무지개>
- 2011 제1회 애린문화상

## 작품
- 1979년 산비둘기네 둥지, 일지사
- 1981년 작은 어릿광대의 꿈, 창작과비평사
- 1985년 마루 밑의 센둥이, 창작과비평사
- 1989년 시골로 간 예쁜이, 견지사
- 1990년 새를 날려보내는 아저씨, 창작과비평사
- 1990년 작은 톱니바퀴의 연가, 현대문학사
- 1993년 이런 세상, 실천문학사
- 1994년 코끼리의 코, 무수막
- 1997년 힘센 할망과 꾀 많은 하르방, 우리교육
- 1997년 추억 가까이, 책만드는집
- 1998년 푸른 바다 저 멀리, 이수지 역, 웅진출판주식회사
- 2013년 땅에 그리는 무지개, 창작과비평사

## 경력
- 前 한국문인협회 경상북도 포항지부장
- 1981 ~ 1999 포항문학 창간, 편집인
- 1989 ~ 1999 민족문학작가회의 이사, 포항간호전문대학 강사